# Vilmos Zombori
Vilmos Zombori (11 de gener de 1906 - 17 de gener de 1993) fou un futbolista romanès.

## Selecció de Romania
Va formar part de l'equip romanès a la Copa del Món de 1934.